# Rally de los Alpes Austríacos
El Rally de los Alpes Austríacos (originalmente: Österreichische Alpenfahrt) o Austrian Alpine Rally fue una prueba de rally que se celebró anualmente desde 1910 y cuya única edición puntuable para el Campeonato Mundial de Rally fue en 1973. El vencedor fue el alemán Achim Warmbold copilotado por Jean Todt a bordo de un BMW 2002 TII. Anteriormente fue puntuable para el Campeonato Internacional de Marcas entre 1970 y 1972. Es la prueba más antigua que ha formado parte del campeonato mundial, incluso más que el Rally de Montecarlo, esta última nacida en 1911.
En muchas ocasiones la FIA había intentado llevar el campeonato del mundo a diferentes países y continentes, para intentar incentivar los campeonatos locales y crear afición del deporte entre la población local. Esto no se ha conseguido nunca, excepto en aquellos países con alguna tradición de los rallyes. En 1973 se incluyeron pruebas en el continente africano y americano, además de la de Europa, como el Rally de Polonia, por motivos políticos y el Rally de los Alpes Austríacos, por su gran tradición. Ambos rallyes fueron tan polémicos que desaparecieron del mundial al año siguiente. El ganador en Austria fue Achim Walmbold, aunque con polémica, puesto que la organización lo descalificó inicialmente por haber acortado el recorrido dando la victoria a Bernard Darniche. Más tarde la FIA recolocó al alemán y eliminó la prueba del calendario y la prueba no volvió a celebrarse.

## Palmarés
| Año         | Edición                             | Piloto                                                                    | Copiloto         | Vehículo                 | Series |
| ----------- | ----------------------------------- | ------------------------------------------------------------------------- | ---------------- | ------------------------ | ------ |
| 1910        | 1.                                  | Fritz Roth                                                                |                  |                          |        |
| 1911        | 2.                                  | Fritz Roth                                                                |                  | BMW 328                  |        |
| 1912        | 3.                                  | August Horch                                                              |                  | Audi 14/35               |        |
| 1913        | 4.                                  | August Horch                                                              |                  | Audi 14/35               |        |
| 1914        | 5.                                  | August Horch                                                              |                  | Audi 14/35               |        |
|             |                                     |                                                                           |                  |                          |        |
| 1925        |                                     | Comte Heinrich Schönfeldt                                                 |                  |                          |        |
|             |                                     |                                                                           |                  |                          |        |
| 1928        |                                     | Otto Löhr                                                                 |                  |                          |        |
| 1929        |                                     | Fredo Sporkhorst                                                          |                  |                          |        |
| 1930        |                                     | 9 pilotos sin penalizaciones                                              |                  |                          |        |
| 1931        |                                     | Donald Healey                                                             |                  | Invicta                  |        |
| 1932        |                                     | Donald Healey                                                             |                  | Invicta                  |        |
| 1933        |                                     | Desiderius von Bitzy                                                      |                  |                          |        |
| 1934        |                                     | Donald Healey Comte Ludwig Lodron                                         |                  | Triumph                  |        |
| 1935        |                                     | 9 pilotos sin penalizaciones                                              |                  |                          |        |
| 1936        |                                     | Donald Healey                                                             |                  | Triumph                  |        |
|             |                                     |                                                                           |                  |                          |        |
| 1949        | 16. Int. Österreichische Alpenfahrt | Max Lindner Karel Vrdlovec Ludwig Breit Wolfgang Denzel Georg Fallenegger |                  |                          |        |
| 1950        |                                     | Max Lindner Karl Hirsch Herbert Günther Otto Mathé Georg Fallenegger      |                  |                          |        |
| 1951        | 22. Int. Österreichische Alpenfahrt | Rudolf Smoliner                                                           |                  | Lancia Appia             |        |
| 1952        | 23. Int. Österreichische Alpenfahrt | Karl Hirsch Docteur Siegfried von Pachernegg                              |                  |                          |        |
| 1953        | 24. Int. Österreichische Alpenfahrt | Hubert Brand                                                              |                  | DKW F 89                 |        |
| 1954        | 25. Int. Österreichische Alpenfahrt | Wolfgang Denzel                                                           |                  | Denzel 1300              |        |
| 1955        | 26. Int. Österreichische Alpenfahrt | Karl Hirsch                                                               |                  | DKW F 91                 |        |
| 1956        | 27. Int. Österreichische Alpenfahrt | Walter Schatz Wolfgang Denzel                                             |                  |                          |        |
| 1957        | 28. Int. Österreichische Alpenfahrt | Docteur Arnulf Pilhatsch Hans Bauer                                       |                  |                          |        |
| 1958        | 29. Österreichische Alpenfahrt      | Georg Kaufmann                                                            |                  |                          |        |
| 1959        | 30. Österreichische Alpenfahrt      | Baron Alex von Falkenhausen Walter Huber Docteur Arnulf                   |                  |                          |        |
| 1960        | 31. Österreichische Alpenfahrt      | Ferdinand Mitterbauer                                                     |                  | NSU Prinz                |        |
| 1961        | 32. Österreichische Alpenfahrt      | Rudolf Trefz                                                              |                  | Porsche 356 Carrera      |        |
| 1962        | 33. Österreichische Alpenfahrt      | Johannes Ortner                                                           |                  | Steyr Puch 500           |        |
| 1963        | 34. Österreichische Alpenfahrt      | Ferdinand Mitterbauer Wilfried Gass Eduard Wieser                         |                  |                          |        |
| 1964        | 35. Österreichische Alpenfahrt      | Paddy Hopkirk                                                             | Henry Liddon     | Austin Healey 3000       | ERC    |
| 1965        | 36. Österreichische Alpenfahrt      | Docteur Arnulf Pilhatsch                                                  | Peter Lederer    | BMW 1800                 |        |
| 1966        | 37. Österreichische Alpenfahrt      | Paddy Hopkirk                                                             | Henry Liddon     | Mini Cooper S            | ERC    |
| 1967        | 38. Österreichische Alpenfahrt      | Sobieslaw Zasada                                                          | Jerzy Dobrzansky | Porsche 911 S            | ERC    |
| 1968        | 39. Österreichische Alpenfahrt      | Bengt Söderström                                                          | Gunnar Palm      | Ford Escort Twin Cam     | ERC    |
| 1969        | 40. Österreichische Alpenfahrt      | Hannu Mikkola                                                             | Mike Wood        | Ford Escort Twin Cam     | ERC    |
| 1970        | 41. Österreichische Alpenfahrt      | Björn Waldegård                                                           | Lars Nyström     | Porsche 911 SC           | CIM    |
| 1971        | 42. Österreichische Alpenfahrt      | Ove Andersson                                                             | Arne Hertz       | Alpine-Renault A110 1600 | CIM    |
| 1972        | 43. Österreichische Alpenfahrt      | Håkan Lindberg                                                            | Helmut Eisendle  | Fiat 124 Sport Spyder    | CIM    |
| 1973        | 44. Österreichische Alpenfahrt      | Achim Warmbold                                                            | Jean Todt        | BMW 2002 TII             | WRC    |
| Referencias |                                     |                                                                           |                  |                          |        |